# Golden share
A golden share ou ação de ouro é uma terminologia utilizada no mercado acionário consistente na criação de ações que serão retidas pelo poder público no momento em que se desfaz do controle acionário de sociedades onde detinha participação (a chamada privatização).
O mecanismo das golden shares foi criado na Inglaterra na década de 1980 para ser uma espécie de participação acionista detida pelo Estado, que apesar de ser minoritária confere poderes especiais. A possibilidade de intervenção do governo na empresa, porém, não é bem vista pelo mercado financeiro e pode ter um efeito negativo sobre o valor dos ativos. Por isso mesmo, está em discussão no seio da União Europeia proibir os vários países membros de possuir golden shares em empresas, por norma que já pertenceram ao universo público e foram privatizadas.

## Portugal Telecom
No caso da Portugal Telecom, o Estado possui uma tranche de apenas 500 acções, chamadas da categoria A, que lhe conferem o poder de eleger um terço do número total de administradores, incluindo o presidente. Além disso, essas 500 acções permitem ao Governo ter capacidade de veto sobre alterações de estatutos (que neste momento proíbem qualquer empresa concorrente de ter mais que 10% do capital), aumentos de capital ou emissão de obrigações e outros títulos de crédito. Os direitos especiais alargam-se, ainda, à definição da estratégia e políticas que a empresa segue, bem como lhe dão uma palavra determinante no que toca à "definição dos princípios gerais de política de participação em sociedades", leia-se, na compra e venda de empresas.

## Brasil
No Brasil, a Lei das Sociedades Anônimas abre espaço para que o detentor da golden share tenha qualquer direito, desde que as questões sejam previstas no estatuto social.
A União possui golden shares da Vale, da Eletrobras, da Embraer e do Instituto de Resseguros do Brasil (IRB).
Na Vale o no IRB, as golden shares garantem ao governo o veto de mudanças na denominação social das empresas, assim como na atividade fim, em mudanças de sede e no controle acionário.
No caso da Embraer, a golden share permite à União, além dos direitos citados, o poder de veto de decisões relativas à “capacitação de terceiros em tecnologia para programas militares” e à “interrupção de fornecimento de peças de manutenção e reposição de aeronaves militares.
Cada acionista da Eletrobras, individualmente, não poderia deter mais de 10% do capital votante da empresa. A União mantem uma ação de classe especial (golden share) que lhe garante poder de veto em decisões da assembleia de acionistas sobre a mudança de regra da limitação dos 10% no estatuto da empresa.
O governo do Paraná mantém uma ação de classe especial sobre a Copel, que visa garantir os investimentos da Copel Distribuição, bem como a manutenção do nome da companhia e da sede em Curitiba.
O governo do estado de São Paulo detém uma golden share da Sabesp, com direito a veto sobre determinados pontos estratégicos. como como a mudança de nome, da sede e do objeto social da empresa.